# На протяжении всей ночи
«На протяжении всей ночи» (англ. All Through the Night) — американский триллер 1942 года режиссёра Винсента Шермана. В главных ролях снялись Хамфри Богарт, Конрад Фейдт и Карен Верне, также в нём сыграли многие характерные актёры студии Warner Bros.

## Сюжет
Старый пекарь Миллер Херман Миллер убит человеком по фамилии Пепи, после отказа сотрудничать с его боссом. По просьбе своей матери, спортивный промоутер Альфред Донахью по прозвищу «Главс» (с англ. — «перчатки») пытается найти его убийцу. След приводит его к певице в ночном клубе Леде Хамильтон, которая работает на пятую колонну под давлением на жизнь её отца. Пепи, прикрытием которому служит работа пианистом в дуэте с Ледой, убивает управляющего клубом Джо Деннинга, случайно подслушавшего их разговор про Миллера. Донахью, незадолго до этого повздоривший с Деннингом находит его труп и становится основным подозреваемым в убийстве. Чтобы доказать свою невиновность, он следит за машиной, на которой уехали Пепи и Леда, что приводит его на склад, соединённый с аукционным домом. Не найдя следов Леды на складе, он заходит на аукцион. Главс узнаёт, что аукцион является прикрытием для нацистов, под предводительством Эббинга, и что этой же ночью они планируют нанести удар по Нью-Йорку. С помощью своих друзей и Леды Главс должен успеть остановить Эббинга и не попасться в руки полиции.

## Актёры
| Актёр           | Роль                    |
| --------------- | ----------------------- |
| Хамфри Богарт   | Альфред «Главс» Донахью |
| Конрад Фейдт    | Эббинг                  |
| Карен Верне     | Леда Хамильтон          |
| Джейн Дарвелл   | миссис Донахью          |
| Фрэнк МакХью    | Барни                   |
| Петер Лорре     | Пепи                    |
| Джудит Андерсон | мадам                   |
| Уильям Демарест | Саншайн                 |
| Джеки Глисон    | Старчи                  |
| Фил Сильверс    | официант                |
| Бартон Маклейн  | Марти Кэллахан          |
| Эдвард Брофи    | Джо Деннинг             |
| Мартин Кослек   | Штейндорф               |
| Джин Эймс       | Аннабелль               |
| Людвиг Штоссель | Херман Миллер           |
| Ирен Сейдер     | миссис Миллер           |
| Джеймс Бёрк     | Форбс                   |

## Производство
Продюсер Хэл Б. Уоллис снял «На протяжении всей ночи» в качестве второй части его антинацистской мелодрамы «Подполье», выпущенной ранее в том же году, несмотря на низкие кассовые сборы предыдущего фильма.
Первоначально предполагалось, что главную роль сыграет Уолтер Уинчелл, обозреватель светской хроники, который впоследствии стал рассказчиком для телесериала «Неприкасаемые». Когда Уинчелл не смог получить отпуск для съёмок в фильме, Уоллис предложил роль Джорджу Рафту, и после того как Рафт её отклонил, Богарту. На главную женскую роль рассматривались кандидатуры Оливия де Хэвилленд и Марлен Дитрих, пока её в итоге не получила Карен Верне.
Сцены, в которой герои Богарта и Уильяма Демареста попадают в комнату, полную сторонников Гитлера, изначально в сценарии не было. Это идея Винсента Шермана, который снял её несмотря на возражения Уоллиса. Уоллис приказал убрать её из фильма, но Шерман оставил небольшой кусок, и после положительной реакции зрителей на предпоказе, Уоллис отступил и разрешил Шерману включить в фильм всю сцену.

## Факты
- Также как и с фильмами «Высокая Сьерра» и «Мальтийский сокол», главную роль, которую сыграл Хамфри Богарт, первоначально предлагалась Джорджу Рафту, но тот её отклонил.
- Фил Сильверс и Джеки Глисон получили роли в фильме благодаря вмешательству главы Warner Bros. Джека Уорнера, который лично позвонил Винсенту Шерману, чтобы убедиться что они сыграют в фильме.
- Петер Лорре и Карен Верне в 1945 году поженились, в 1950 году они подали на развод.
- В январе 1942 года, узнав о успехе картины, в которой снималось несколько немецких актёров и поднималась тема нацистского подполья, Йозеф Геббельс поручил своим сотрудникам закупить этот фильм через нейтральную Швецию.